# 東京醫科大學

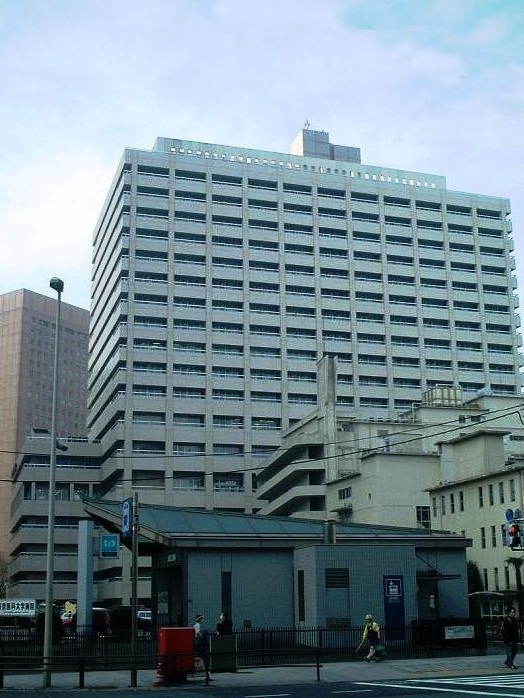
位於西新宿的東京醫科大學病院

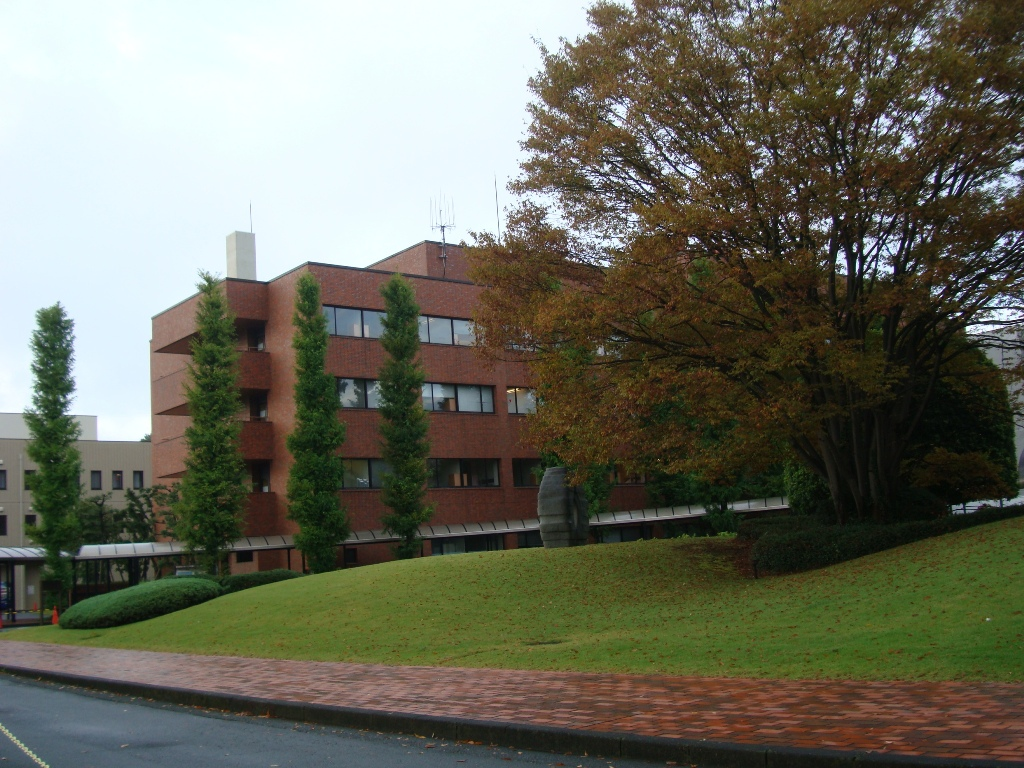
位於八王子市的東京醫科大學醫療中心

東京醫科大學（日語：東京医科大学）是位於日本東京都新宿区的私立醫科大學。1916年创校。

## 沿革
- 1916年，日本醫學專門學校（今日本醫科大學）學生大約450名同盟退學，開始新學校設立運動，在東京物理學校內（今東京理科大學），開設「東京醫學講習所」。[1]
- 1918年，改制為「東京醫學專門學校」。
- 1946年，改制為「東京醫科大學」。[2]
- 1949年，成立舊制大學學部。
- 1952年，成立新制大學。
- 1955年因學制改革，改為6年學制醫科大學。
- 1957年，成立大學院。
- 1964年，成立東京醫科大學附屬高等看護學校。
- 1975年，成立東京醫科大學附屬霞浦高等看護學校。
- 1976年，實施6年學制一貫教育。
- 1978年，附屬高等看護學校改稱為「東京醫科大學看護專門學校」，附屬霞浦高等看護學校改稱為「東京醫科大學霞浦看護專門學校」。
- 2010年，成立醫學綜合研究所。

## 學部
- 醫學科
- 看護學科

## 大學院
- 醫學研究
  - 博士課程
  - 碩士課程
- 医学研究科
  - 形態系专攻
  - 機能系专攻
  - 内科系专攻
  - 外科系专攻
  - 社会医学系专攻
  - 医科学专攻（本専攻のみ修士課程/ほかは博士後期課程）

## 醫療院所
東京醫科大學在關東地區有以下醫療院區：
- 東京醫科大學醫院
  - 東京醫科大學醫院新院區 （2019預定）
- 茨城醫療中心
- 八王子醫療中心
- 上高地診療所

## 知名校友
東京醫科大學校友中，有曾任世界衛生組織總幹事一職，但其餘大多數皆選擇從事護理及醫療事業。
- 中島宏
- 高橋琢也

## 争议事件

### 性別歧視
東京醫科大學經《讀賣新聞》報導，校方從2011年來持續對女性受驗者扣分，該校每年2月的醫學系一般入學考試，只要是女性考生一律都被扣分（另外第二次考試以上男性考生的也會去除分數，重考超過4次以上的情況也會和女性一樣），校方目的是為了減少招收女學生（和重考次數過多的學生影響學校品質）。東京地方檢察廳特別搜查部在調查文部科學省給予私立大學補助款的貪瀆事件中（「入學弊案」章節），發現東京醫大這種不利女考生的做法，東京醫大稱正在進行內部調查釐清事實。本案被揭發後，半年內還弄出包含本校在內共10間學校存在類似對於特定人物（入學優勢）、女性、重考生（兩者多為減少錄取人數）不當招生的行為，但其中聖瑪麗安娜大學醫學院否認。
2019年1月，日本文部科學省宣布，由於這一歧視醜聞，東京醫科大學不能獲得2019年度和2020年財政年度向大學提供財政補助，
其後三個年度減少補助75、50、25%。另外一間涉類似案件的日本大學在外加橄欖球爭議下也被減少35%的補助款。

### 入學弊案
2018年，日本文部科學省前科學技術・學術政策局長佐野太，利用職務，在挑選文部省支援私立大學名單時，與東京醫科大學疑似利益交換，令其子得以入學，已被東京地方檢察廳特別搜查部以收受賄賂罪名的嫌疑逮捕，而東京醫科大學在不當獲得進入文部省支援私立大學名單機會的同時，該校前理事長臼井正彦及前校長鈴木衛也被調查中。除了以上之外，東京醫科大學以往每年皆會公布的入學合格名單及入學合格分數，在2018年入學年度時，突然決定不公開入學合格分數，導致本案受到關注。

### 試題問題
在前述性別歧視爭議的報告，提出部分試题有一部分影響入學。
根據該報告，在2013年至2018年之間的任何一年中進行的醫學部門一般推薦入學考試之前，會有一名考生告訴預科學校「可以參加考試」。而當事人在論文中得分最高。

## 姊妹校
- 堪薩斯大學
- 中山醫學大學

## 外部連結
- 東京医科大学 （页面存档备份，存于）
- 東京医科大学病院 （页面存档备份，存于）
- 東京医科大学八王子医療センター （页面存档备份，存于）
- 東京医科大学茨城医療センター （页面存档备份，存于）
- 東京医科大学看護専門学校 （页面存档备份，存于）
- 東京医科大学霞ヶ浦看護専門学校 （页面存档备份，存于）